# Roselin à gorge rouge
Carpodacus puniceus
Espèce
Statut de conservation UICN

 LC  : Préoccupation mineure
Le Roselin à gorge rouge (Carpodacus puniceus) est une espèce de passereaux de la famille des Fringillidae.

## Distribution
Son aire s'étend essentiellement à travers le Tian Shan et le Tibet.

## Sous-espèces
Les différences entre les sous-espèces sont peu marquées et portent sur l’intensité de la couleur rouge des mâles et le degré plus ou moins foncé du plumage des femelles, secondairement sur la taille.
D'après la classification de référence (version 3.5, 2013) du Congrès ornithologique international, cette espèce est constituée des cinq sous-espèces suivantes (ordre phylogénique) :
- C. p. kilianensis Vaurie, 1956 : Tien-Chan, Pamir, Turkestan russe, sud des monts Kouen Louen, Astin Tagh, sud-ouest du Sinkiang, nord du Cachemire (monts Karakoroum, Ladakh) ;
- C. p. humii (Sharpe, 1888) : ouest de l’Himalaya, nord-est du Pakistan (Tchitral, Palas), nord de l’Inde (Jammu, Gilgit, Cachemire, Cumaon, Uttarakhand) ;
- C. p. puniceus (Blyth, 1845) : centre de l’Himalaya, nord du Népal, du Sikkim et du Bhoutan, Arunachal Pradesh, sud-est du Tibet, Ttchamdo et ouest du Seutchouan ;
- C. p. sikangensis Vaurie, 1956 : sud-ouest du Seutchouan, nord-ouest du Yunnan ;
- C. p. longirostris (Przewalski, 1876) : nord-est du Tsinghaï (Buckhan Boda Chan, Koukou Nor), sud du Nan-Chan, sud du Kansou, nord du Seutchouan.

Une autre sous-espèce est reconnue par Clements (6e édition, révisée 2009) et Howard & Moore (3e édition, 8e correction) :
- C. p. szetschuanus

## Habitat
Ce roselin est inféodé aux formations de genévrier d’altitude, aux prairies alpines rocheuses, aux galets en bordure de cours d’eau et aux zones marécageuses dans les vallées.

## Alimentation
Elle se compose surtout de graines de plantes herbacées avec un complément de bourgeons et de fleurs au printemps et en été. Fleming et al. (1979) avaient déjà établi une relation entre la longueur du bec et le mode d’obtention de la nourriture. Plusieurs photos (in Ottaviani 2008) révèlent que ce roselin creuse la terre ou fouille le sol de son bec allongé à la recherche de graines.

## Mœurs
Il trottine avec une grande vitalité sur les pentes enneigées et les versants herbeux et rocailleux, explorant les plantes alpines, les fissures des rochers, les éboulis et les pierriers, au-delà de la limite des arbres. En cas de danger, il se cache souvent derrière les rochers, gardant seulement la tête en dehors pour surveiller l’intrus.

## Nidification
Elle est peu documentée mais l’ensemble des données suggère que la nidification est plutôt tardive avec une coupe grossière d’herbes placée sur une saillie de rocher. Exceptionnellement l’espèce peut nicher dans un mur.